# مناسالباس
مناسالباس (به اسپانیایی: Menasalbas) یک شهرستان در اسپانیا است که در استان تولدو واقع شده‌است.

## خصوصیات
مناسالباس ۱۷۹ کیلومترمربع مساحت و ۳٬۲۰۶ نفر جمعیت دارد و ۷۰۲ متر بالاتر از سطح دریا واقع شده‌است.